# Nocne Szczury
Nocne Szczury – polski zespół punkrockowy z Władysławowa, jeden z pierwszych obok zespołów Tilt, Kryzys, Deadlock.
Zespół inspirował się nagraniami Sex Pistols. W 1980 roku jako pierwszy zespół punkrockowy wystąpił na Festiwalu w Jarocinie (wówczas I Ogólnopolski Festiwal Muzyki Młodej Generacji). W 2014 roku ukazała się epka 1980 zawierająca nagrania z sierpnia 1980 z Pierwszego Ogólnopolskiego Przeglądu Zespołów Rockowych Nowej Fali w Kołobrzegu (08-10.08.1980)..

## Skład zespołu
- Zbigniew „Zibi” Konkol – wokal
- Jarosław Mach – gitara basowa
- Mirosław Sieradzki – gitara
- Piotr Humanowski – gitara
- Jerzy Sikora – perkusja

## Dyskografia
- 1980 (2014)